# Kirchspiel
Kirchspiel, regional auch Kirchfahrt, bezeichnet einen Pfarrbezirk (Parochie), in dem mehrere Ortschaften einer bestimmten Pfarrkirche und deren Pfarrer zugeordnet sind.
In einigen Regionen – wie in den Herzogtümern Schleswig und Holstein oder in den Hansestädten Bremen und Hamburg – war ein Kirchspiel zugleich Verwaltungsbezirk, Gerichtsbezirk wie in Mittelhessen oder Bezirk für das militärische Aufgebot.

## Etymologie
Nach dem Etymologischen Wörterbuch der deutschen Sprache ist ein Kirchspiel ein Bezirk, in dem ein Pfarrer predigen und die kirchlichen Amtspflichten ausüben darf; es bezeichnete ursprünglich einen Pfarrbezirk (Parochie), in dem mehrere Ortschaften einer bestimmten Pfarrkirche und deren Pfarrer zugeordnet sind.
Das Wort Kirchspiel ging im 13. Jahrhundert vom rheinischen Nordwesten aus, wo auch das niederländische dingspel zur Bezeichnung eines Rechtsgebietes galt (Ding ist die kontinentalgermanische Lautung von Thing). Mit dem zusammengesetzten Hauptwort „Kirchspiel“ ist eigentlich ein Kirchenpredigtbezirk gemeint. Im Grundwort steckt nicht „Spiel“, sondern althochdeutsch spël bzw. mittelhochdeutsch spël, spil mit der Bedeutung ‚Rede, Verkündigung, Erzählung‘ bzw. im theologischen Kontext ‚Predigt‘. Das Grundwort spël ist auch im Wort Beispiel enthalten. Im Prinzip: „so weit die Rede reicht“.
In der altfriesischen Sprache lautete das Wort kerspel, in West-Friesland in der Variante karspel (z. B. Bovenkarspel und Hoogkarspel).

## Regionale Bedeutung in Deutschland

### Bremen
In der Demokratisierung der Freien Hansestadt Bremen hatten die vier Kirchspiele des 15. und 17. Jahrhunderts (benannt und eingeteilt nach vier damaligen Hauptkirchen der Stadt) vor allem als Stadt- bzw. Verwaltungsbezirke eine maßgebliche Funktion: Sie waren die Wahlbezirke der unterprivilegierten Handwerker und Bürger, die den Aufstand der 104 Männer (1530–1532) gegen Bürgermeister, Bremer Rat, Kaufmannschaft (insbesondere der Elterleute) und Domkapitel der Stadt betrieben.
Die 104 waren jeweils viermal 26 Handwerker und Bürger aus den einzelnen Kirchspielen. Frustriert durch kleptokratische Verhaltensweisen der Stadtoberen und motiviert durch die sich seit 1517 ausbreitende Reformation bildeten sie eine erste de facto parlamentarische Vertretung der Bremer Bürger. Nach parlamentarischen, rechtlichen, kirchlichen und gewaltsamen Auseinandersetzungen, die Tote forderten und zeitweilig die Vertreibung von verschiedenen Oberschichtsangehörigen aus der Stadt zur Folge hatten, aber die Bürger der Stadt auch spalteten, wurde die Revolte 1532 niedergeschlagen. Die Stadtoberen versprachen eine Reform des Stadtrechtes (einschneidende Reformen zugunsten der Bürger gab es aber erst ab 1816 nach der Bremer Franzosenzeit), und die Rädelsführer wurden – zum Teil unter konstruierten Vorwürfen – verfolgt, enteignet, vertrieben oder auch hingerichtet.
Im Nachhinein werden die 104 als die erste Bremer Bürgerschaft (so der heutige Name des Bremer Parlaments) betrachtet. Während des Aufstandes stürmten die 104 auch den Bremer Dom (der seine Kirchspielfunktion im Jahrhundert davor abgab), vertrieben das ebenfalls an der weltlichen Herrschaft beteiligte Domkapitel und setzten durch, dass nur noch evangelisch und deutsch gepredigt wurde, wodurch der Reformation in der Stadt enorm Vorschub geleistet wurde; denn bereits zwei Jahre nach Niederschlagung des Aufstandes bekam Bremen 1534 eine neue kirchliche Verfassung.

### Dithmarschen
In der Bauernrepublik Dithmarschen bildeten die Kirchspiele unabhängige Einheiten. Das erste Kirchspiel entstand im Pfarrbezirk Meldorf. Sie bildeten nicht nur den Einzugsbereich der Pfarrkirche, sondern waren zugleich Verwaltungsbereiche. Sie wurden von einem Kollegium aus zwölf Großbauern, den Schlütern, regiert. Zur Zeit ihrer größten Machtfülle um 1350 waren sie zuständig für Deichwesen, die Gerichtsgewalt, Feuerpolizei, Heeresaufgebot sowie den Abschluss von Verträgen mit auswärtigen Mächten. Aus ihnen wurden später die Kirchspielslandgemeinden gebildet, noch heute tragen zwei Ämter dort die Bezeichnung „Amt Kirchspielslandgemeinde“.
Mehrere Kirchspiele bildeten eine „Döfft“, die einem „Vogt“ unterstand. Dieser führte jährlich eine Heerschau durch und führte das bewaffnete Aufgebot im Konflikt.

### Hamburg

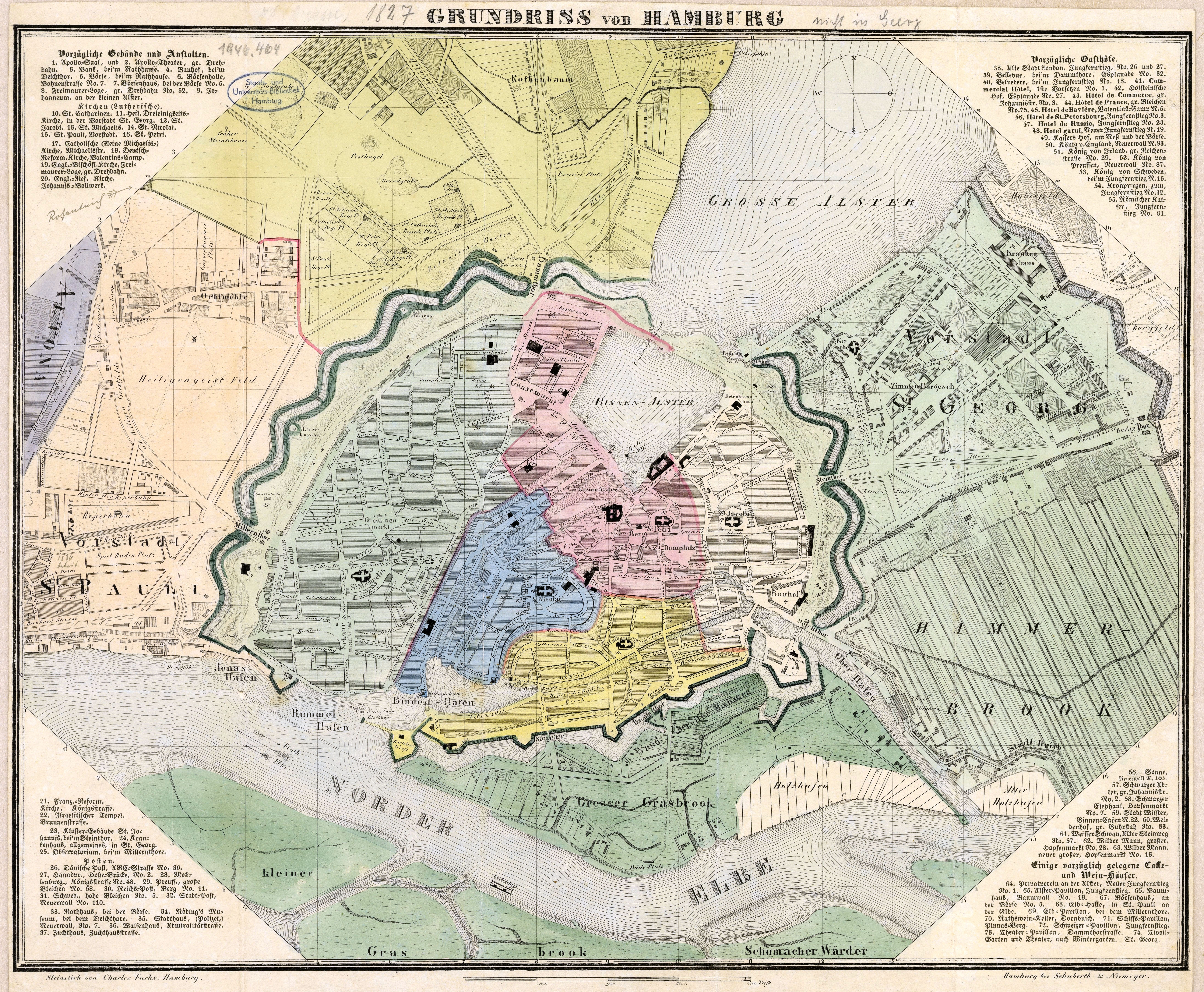
Kirchspiele der fünf Hauptkirchen von Hamburg auf einem Stadtplan von 1827

In Hamburg hatten die Kirchspiele der zunächst vier, später fünf Hamburger Hauptkirchen seit der Reformation neben den traditionellen Aufgaben in der Armen- und Krankenfürsorge zunehmend politische und verwaltende Funktionen übernommen: Die Einwohner der Kirchspiele wählten Vertreter in verschiedene „Kollegien“, die an der Gesetzgebung mitwirkten, über die Einhaltung der Gesetze wachten, ein Beschwerderecht gegenüber dem Rat bzw. Senat besaßen und Ratsherren anklagen konnten. An der Spitze dieser Gremien stand das Kollegium der Oberalten (je drei Älteste pro Kirchspiel), die durch Zuwahl weiterer „Diakone“ und „Subdiakone“ zum Kollegium der 60er bzw. 180er ergänzt wurden. Nach der Verfassung von 1860 wurden diese Kollegien aufgelöst bzw. durch die gewählte Bürgerschaft abgelöst. Lediglich das Kollegium der Oberalten besteht bis heute als ehrenamtlicher Stiftungsvorstand des Hospitals zum Heiligen Geist.

### Herzogtum Lauenburg, Westmecklenburg
Für den Kreis Herzogtum Lauenburg und Westmecklenburg gibt das Ratzeburger Zehntregister einen Überblick über die Parochialgemeinden um 1230 samt den dort eingepfarrten Dörfern.

## Regionale Bedeutung in den Niederlanden
Ebenso wie im nördlichen Rheinland wurden die Pfarrbezirke in den mittelalterlichen Niederlanden faktisch identisch mit den Richteramtsbezirken und bildeten alsdann Teile der unteren Verwaltungsebene. Die Festlegung der Kirchspielbegrenzungen datiert meistens aus dem 11. oder 12. Jahrhundert. Für säkulare Verwaltungsaufgaben wurde in der Regel ein Kirchspielmeister (kerspelmeester) angestellt.
Nach der Reformation wurden die Kirchspiele in protestantische Pfarrbezirke mit amtlicher Funktion umgewandelt, bis sie ab der Batavischen Revolution im Jahre 1795 lediglich als Gemeinde (gemeente) angedeutet wurden.
In Nordholland und Friesland befinden sich noch mehrere Gemeinde und Orte mit karspel oder kerspel im Ortsnamen.